# Calodactylodes
Calodactylodes es un género de geckos de la familia Gekkonidae. Se encuentran en India y Sri Lanka. Tienen  tamaño mediano y son nocturnos y arborícolas. Calodactylodes significa "dedos elegantes", y sus patas, de hecho, cuentan con dedos especialmente finos y delicados.

## Especies
Se reconocen las siguientes dos especies:
- Calodactylodes aureus (Beddome, 1870)
- Calodactylodes illingworthorum (Deraniyagala, 1953)